# 1.ª Brigada Mixta (Ejército Popular de la República)
La 1.ª Brigada Mixta, también conocida como la Brigada «Líster», fue una unidad del Ejército Popular de la República que combatió durante la Guerra Civil Española. Fue la primera de las unidades que se creó siguiendo el sistema de las Brigadas Mixtas, y participó en las principales batallas que tuvieron lugar durante la contienda.

## Historial
La unidad fue creada en octubre de 1936, en el contexto de la reorganización general que sufrieron las milicias y columnas republicanas de la zona centro. Sus orígenes se hallaban en las fuerzas que formaban el Quinto Regimiento, que en el mes de octubre formaron en Alcalá de Henares la base de lo que sería la primera Brigada Mixta. La 1.ª BM pasó a estar constituida por los batallones «Líster», «Victoria», «Amanecer» y «Gallego». Quedó al mando del comandante comunista Enrique Líster, con Manuel Puente como comisario político y con el comandante Miguel Rodríguez Pavón como jefe de Estado Mayor.

### Frente del Centro
La nueva unidad tuvo su bautismo de fuego durante la Batalla de Seseña, el 30 de octubre, cuando apoyó un contraataque de los tanques soviéticos contra las Fuerzas sublevadas. Al comienzo de la Batalla de Madrid se hallaba desplegada en Vallecas, donde detuvo los ataques del Ejército de África contra la capital. Siguió operando en la defensa de la capital desde la orilla izquierda del río Manzanares. Por aquel entonces el tamaño de la brigada había aumentado a 8 batallones, por lo que se desdobló en una nueva 1.ª Brigada Mixta «Bis» (más tarde reconstituida como 9.ª Brigada Mixta). El 7 de enero de 1937 se hallaba situada en el Puente de Vallecas y recibió la orden de contraatacar en la Casa de Campo en dirección a Aravaca. El día 19 atacó el Cerro de los Ángeles; aunque ocupó algunas posiciones enemigas, el contraataque finalmente fracasó.
El 3 de febrero atacó las posiciones sublevadas Villaverde Bajo, pero regresó a la capital para intervenir a la batalla del Jarama. El día 8 se encontraba combatiendo cerca de Vaciamadrid y el 19 pasó al ataque en El Pingarrón, cuyas trincheras ocupó hasta en cuatro ocasiones, siendo finalmente rechazada en todos los asaltos. Durante los combates un importante número de oficiales —incluidos todos los jefes de batallón— y soldados fueron muertos, por lo que la Brigada tuvo que reconstituirse en la retaguardia. Tras el final de los combates la 1.ª BM pasó a quedar adscrita a la recién creada 11.ª División. El comandante Manuel López Iglesias, del batallón gallego, pasó a mandar la brigada.
Durante el mes de marzo la unidad tuvo una destacada intervención en la Batalla de Guadalajara. Entre el 10 y el 14 de abril participó nuevamente en un fallido ataque sobre el Cerro de los Ángeles, y en mayo tomaría parte en una pequeña ofensiva al sur de Toledo; durante estos combates se destacó el batallón «Milicias Gallegas». En junio cedió uno de sus batallones, mandado por el mayor Luis Rivas Amat, que serviría de base para la creación de la 100.ª Brigada Mixta.

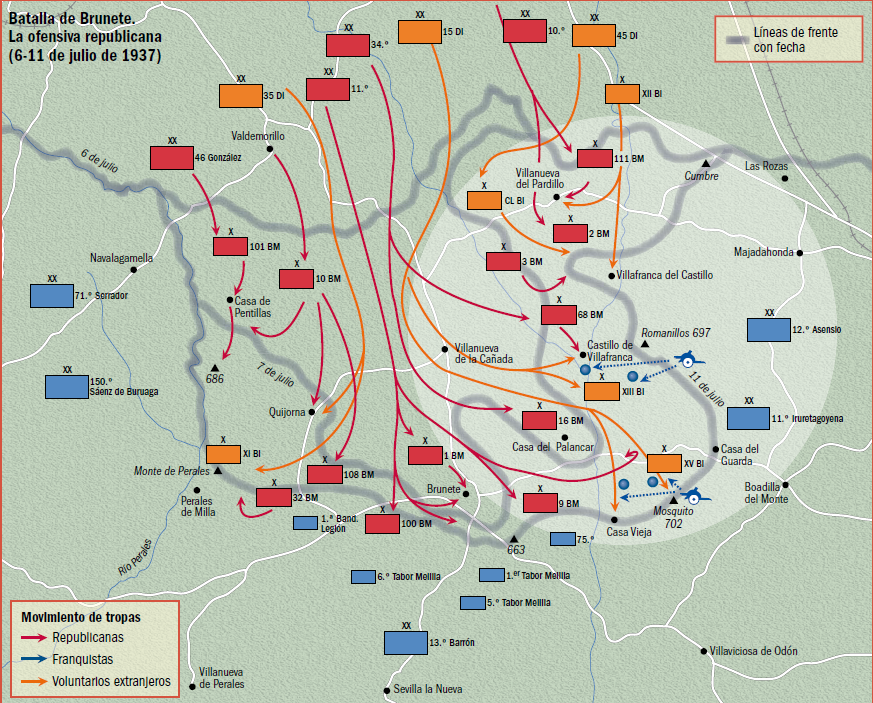
Mapa del ataque republicano en el sector de Brunete. Operaciones del 6 a 11 de julio de 1937.

En verano se preparó para participar en una importante ofensiva en el Frente del centro, cerca de Madrid. El 5 de julio, en una acción nocturna, la Brigada se infiltró a través de las líneas franquistas y se situó a las afueras de Brunete. Dos días más tarde ocupó Villanueva de la Cañada y siguió presionando. Sin embargo, a finales de julio debió retirarse junto al resto de la 11.ª división, aunque conservó algunas ganancias. Durante el transcurso de la batalla de Brunete fallecieron el comandante de la Brigada, el cubano Alberto Sánchez, y también un elevado número oficiales —entre ellos el jefe de Estado Mayor, Emilio Conejo—.

### Frente de Aragón
Después de un periodo de descanso, la brigada se traslada a Aragón junto al resto del V Cuerpo de Ejército y el 24 de agosto participó en la Ofensiva de Zaragoza atacando el sector de Fuentes de Ebro, sin poder progresar. En los combates murieron el jefe del Batallón «José Díaz» y también su comisario político. Tras los combates el mando pasaría al mayor de milicias Dionisio Hortelano.
En diciembre la 1.ª BM fue destinada para participar en la Ofensiva de Teruel. Repitiendo la maniobra de Brunete, se infiltró en las líneas enemigas siguiendo a las Brigadas Mixtas 9.ª y 100.ª con la misión de ocupar Concud y cortar la retaguardia franquista. Pero la brigada se desorientó, y en vez de envolver esta localidad, la atacó de frente, siendo inmediatamente rechazada. No obstante, al atardecer de aquel día había conseguido ocupar la población. Después de la conquista de Teruel, la brigada se retiró a la retaguardia junto al resto de la 11.ª División para reponer fuerzas después del desgaste sufrido.
En la primavera de 1938 intervino en la Campaña de Aragón, aunque en esta ocasión su intervención no fue tan buena como en otras batallas: Aunque intentó detener el avance enemigo en el sector que iba desde Calanda hasta el cruce de carreteras de Valdealgorfa, el hundimiento de todo el frente la obligó a retirarse.

### Batallas en Cataluña
En abril la unidad había quedado atrapada en Cataluña junto al resto de fuerzas republicanas, aunque no quedó aislada de su división. En mayo fue destinada como reserva estratégica para la fallida ofensiva de Balaguer, sin llegar a intervenir. Para entonces los mandos de la brigada habían sido reorganizados, y la unidad reequipada. El mando de la brigada, tras el breve paso del mayor de milicias Eduardo Zamora Conde, recayó en el mayor de milicias José Arévalo. Como comisario se nombró a Fortunato Monsalve.
El 25 de julio cruzó el río Ebro, interviniendo en la Batalla que se iba a prolongar durante los casi cuatro meses siguientes. Después de conquistar Mora de Ebro, llegó hasta la línea defensiva de Sierra de Pàndols y más tarde al Barranco de Santa Magdalena. No obstante, el 15 de agosto perdió esta posición y se retiró nuevamente a Pàndols, donde se mantuvo afianzada hasta el final de la batalla. A principios de noviembre se hallaba nuevamente en la orilla derecha del Ebro, encontrándose muy quebrantada en efectivos y equipo. El mando de la unidad volvió a cambiar, pasando al mayor de milicias José Montalvo.
Cuando el 23 de diciembre comenzó la Ofensiva franquista sobre Cataluña, la unidad se encontraba situada en Las Garrigas esperando ser reorganizada, pero fue enviada al Frente del Segre para tratar de tapar la brecha en las líneas republicanas. Durante algún tiempo logró detener la ofensiva del CTV italiano cerca de la localidad de Borjas Blancas, No obstante, ante la presión enemiga a comienzos de enero de 1939 la 1.ª BM hubo de retirarse hacia el norte. El 3 de febrero se encontraba en Gerona, y el día 5 todavía resistió a orillas del río Ter, pero al atardecer del 9 de febrero cruzó la frontera francesa por el paso de Port-Bou, quedando disuelta.

## Mandos
Comandantes en Jefe
- Mayor de milicias Enrique Líster;
- Comandante de infantería Manuel López Iglesias;
- Mayor de milicias Alberto Sánchez;
- Mayor de milicias Francisco del Cacho Villarroig;
- Comandante de infantería Dionisio Hortelano Hortelano;
- Mayor de milicias Eduardo Zamora Conde;
- Mayor de milicias José Arévalo;
- Mayor de milicias José Montalvo;[n. 2]

Comisarios
- Manuel Puente, del PCE;
- Santiago Álvarez Gómez, del PCE;
- José Sevil Sevil, del PCE;
- Ángel Barcia Galeote, del PCE;[17]
- Fortunato Monsalve Almodóvar; del PCE.